# Abelcourt
Abelcourt település Franciaországban, Haute-Saône megyében. Lakosainak száma 338 fő (2022. január 1.). Abelcourt Francalmont, Briaucourt, Sainte-Marie-en-Chaux, Velorcey és Villers-lès-Luxeuil községekkel határos.

## Népesség
A település népességének változása:
| Lakosok száma | 355  | 353  | 357  | 354  | 355  | 357  | 350  | 344  | 338  |
|               | 2013 | 2015 | 2016 | 2017 | 2018 | 2019 | 2020 | 2021 | 2022 |